# Брагінець Микола Григорович
Бра́гінець Ми́кола Гри́горович (нар. 24 грудня 1910 — 6 грудня 1985) — радянський військовий льотчик, Герой Радянського Союзу (1940).

## Життєпис
Народився 24 грудня 1910 року у селі Велика Вісь (нині Ріпкинський район Чернігівська область) у селянській родині. Рано втратив батька, який помер 1913 року. З десяти років батракував, а коли виповнилось сімнадцять — поїхав до старшого брата у Київ. Деякий час працював кур'єром у суді.
4 листопада 1929 року на заклик комсомолу відправився на Донбас, де працював кріпильником, слюсарем, машиністом врубової машини на шахтах № 1 «Червона Зірка» та № 7 ім. Ворошилова.
У 1931—1933 роках навчався у Ленінградській військово-теоретичній школі льотчиків, а у 1933—1934 роках оволодівав практичними навичками у Енгельській військовій авіаційній школі пілотів.
Брав участь у радянсько-фінській війні 1939—1940 років командиром команди складі 63-го швидкісного бомбардувального авіаційного полку (68-ма авіаційна бригада, 7-ма армія, Північно-Західний фронт).
Указом Президії Верховної Ради СРСР від 19 травня 1940 року йому присвоєне звання Героя Радянського Союзу.
З початком німецько-радянської війни на фронті, заступник командира ескадрильї Брагінець — на Північно-Західному фронті. 14 серпня 1941 року отримав важке поранення у повітряному бою під Новгородом. Майже рік провів у госпіталях (до липня 1942 року), а потім закінчив прискорені курси при Військово-повітряній академії, і у серпні 1943 року призначений помічником начальника оперативного відділу Північно-Західного фронту.
З лютого 1945 року — начальник штабу окремого авіаційного полку.
По війні — старший офіцер відділу бойової підготовки Військової академії тилу і транспорту.
Від серпня 1956 року підполковник М. Г. Брагінець у запасі.
У 1960—1985 роках працював на посадах начальника ремонтної групи і старшого техніка Центрального вузла зв'язку Ракетних військ стратегічного призначення.
Помер Микола Григорович Брагінець 6 грудня 1985 року, похований у Москві.

## Нагороди
- орден Леніна
- орден Червоного Прапора
- ордени Вітчизняної війни 1-го та 2-го ступенів
- орден Червоної Зірки
- медалі